# Franck Fernandel
Pour les articles homonymes, voir Contandin et Fernandel (homonymie).
Franck Fernandel, né Franck Gérard Ignace Contandin le 10 décembre 1935 à Marseille (Bouches-du-Rhône) et mort le 8 juin 2011 dans la même ville, est un chanteur, auteur-compositeur, acteur, écrivain, animateur de radio et producteur français.

## Biographie

### Jeunesse
Franck Fernandel est le benjamin des enfants de l’acteur Fernandel (1903-1971).

### Carrière
Après ses études au lycée Thiers de Marseille, Franck Fernandel débute au cinéma aux côtés de son père dans En avant la musique (1962) avant d’être la vedette du film musical Cherchez l'idole (1964). La même année, il tient le rôle d’Antoine Lartigue dans L'Âge ingrat réalisé par Gilles Grangier, avec Marie Dubois, Jean Gabin et Fernandel.

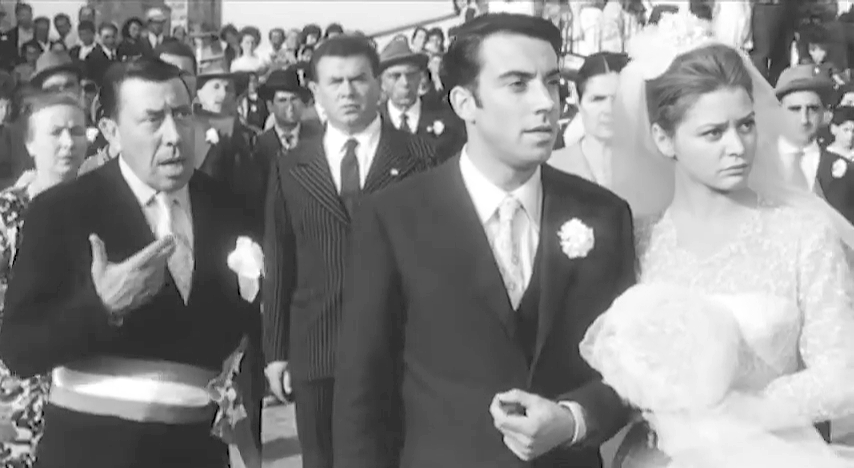
Premier rôle d'acteur en Italie aux côtés de son père Fernandel, Gino Cervi et Milla Sannoner (1962).

Il embrasse rapidement une carrière de chanteur avec un répertoire de crooner. Parmi ses titres les plus connus, on peut citer : Fanny (1963), Repose mon passé (1964), Comme on change,  Une marionnette, Les Yeux d’un ange (1965), Un Américain dans les rues de Rio (1966), Bonjour Marie (1967), La Fille du pêcheur (1972), Sweetie Chérie My love (1973), Les Amoureux du Soleil (1974), La vie est rétro (1975), Les enfants, c'est comme les oiseaux (1976), C'est pas mon problème (1977), L'amour qui part (1978), Un amour de plein été (1978) L'Amour interdit (1982), Bilan Positif (1982), Les Hivers bleus (1984), César, Fanny, Vincent et Fernand (1986), Bleu (1995).
Il fait des tournées régulières en Europe, aux États-Unis et au Canada francophone où il reste premier au hit-parade pendant huit semaines grâce aux titres Les Yeux d'un ange (1965) et Si on se tendait la main (1979).
Pour l'anecdote, Bernard Edwards, bassiste et cofondateur du groupe Chic, joue sur l'arrangement de L'Amour interdit (1982) réalisé au Sound Studio Los Angeles. Le 33 tours dont cette chanson est extraite se vend à plus de 300 000 exemplaires entre 1982 et 1983.
En 1973, Franck Fernandel crée avec le producteur et auteur-compositeur Gérard Tempesti la Franck Records, société de production musicale. En 1986, Franck Fernandel et Gérard Tempesti fondent ensemble une autre société, celle-ci audiovisuelle, In Tv, dédiée aux productions de programmes télévisuels.
Parallèlement à sa carrière de chanteur, il devient animateur radio sur Europe 1 en 1971 puis sur RMC de 1977 à 1980 dans les émissions L'Accent tonique, 21h - minuit et Venez dans ma radio. C'est là qu'il rencontre l'animatrice et speakerine Corinne Delahaye qui deviendra sa compagne dès 1980. Il l'épouse en 1991 à Marseille. Franck Fernandel et Corinne Delahaye ont deux enfants : Vincent Contandin dit Vincent Fernandel (né le 24 juin 1983) conteur, producteur et éditeur de musique, auteur, ancien journaliste et présentateur de télévision, et Manon Contandin-Fernandel (née le 16 juin 1992), créatrice florale.
En 2023, Vincent Fernandel Production, société de production et d'édition musicale dirigée par le fils de Franck Fernandel, réacquiert les droits de plusieurs chansons interprétées par l'artiste, aussi bien des succès que des inédits, pour les proposer en versions remasterisées sur toutes les plateformes musicales.
Sous l'impulsion de Sylvain Souvestre, maire de secteur des 11ème et 12ème arrondissements de Marseille, Le Jardin Franck Fernandel est inauguré dans le quartier des Trois Lucs (Marseille,12ème), en juin 2024. 

### Dernières années

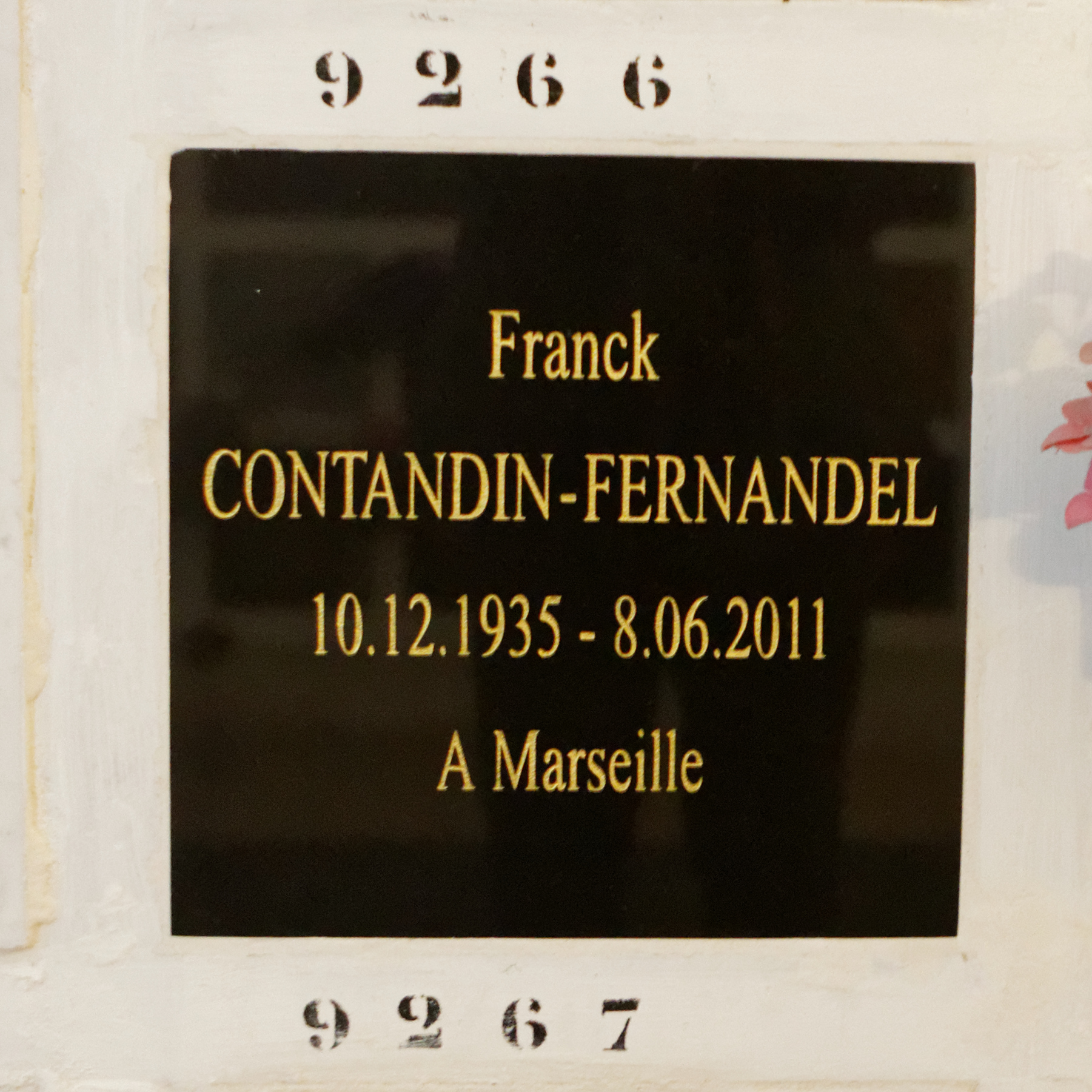
Case funéraire de Franck Fernandel au cimetière du Père-Lachaise (division 87, columbarium).

Franck Fernandel a eu quelques problèmes avec l'alcool. Il est arrêté une fois au volant en état d'ivresse. Condamné pour abandon de famille en février 1999 pour défaut de paiement de pension alimentaire, il est brièvement incarcéré et, après une longue procédure, tandis que Vincent est confié à la garde du père, Manon reste auprès de sa mère. La famille se reconstitue plus ou moins.
Il résidait depuis toujours dans la villa familiale « Les Mille Roses » située à Marseille dans le quartier des Trois Lucs, une propriété achetée par son père en 1934 (un an avant sa naissance), que Franck a eu du mal à conserver au fil des années.
Contrairement à la rumeur, Franck Fernandel n'a jamais détenu la gestion des droits cinématographiques de son père. Selon une autre rumeur, il aurait  détenu les droits des chansons interprétées par son père, ce qui est faux, car Fernandel n'était pas auteur-compositeur, mais seulement interprète.
Franck Fernandel meurt à Marseille dans la nuit du 7 au 8 juin 2011, à l'âge de 75 ans. Le 11 juin à Aubagne, plus de 500 personnes assistent à ses obsèques. Son corps est incinéré et ses cendres déposées au columbarium du cimetière du Père-Lachaise à Paris (division 87, case 9266).

## Filmographie

### Cinéma
- 1962 : En avant la musique de Giorgio Bianchi : Gianni Cappelaro
- 1964 : Cherchez l'idole de Michel Boisrond : Richard
- 1964 : L'Âge ingrat de Gilles Grangier : Antoine Lartigue
- 1967 : Je t'écris de Paris, court métrage de Quinto Albicocco : Franck (voix off + chanson)
- 1999 : Les Collègues de Philippe Dajoux : Maxime Ferdinand

### Télévision
- 1964 : La Caravane Pacouli de Louis Soulanes (série télévisée) : Freddy
- 1964 : La Grande Farandole de Georges Folgoas (Émission musicale à la télévision française)
- 1965 : Gala 65 (Émission musicale à la télévision belge)
- 1966 : Paris ist eine Reise wert de Paul Martin (Téléfilm)
- 1967 : Le parapluie des vedettes (Émission musicale à la télévision belge)
- 1968 : Le Palmarès des chansons (Émission musicale à la télévision française)
- 1971 : Au théâtre ce soir (série télévisée) : Bienheureuse Anaïs de Pierre Sabbagh : Clovis
- 1973 : Au théâtre ce soir (série télévisée) : Le Million de Georges Folgoas : Michel
- 1973 : La Vie rêvée de Vincent Scotto de Jean-Christophe Averty (Téléfilm) : Alibert
- 1977 : Ne me touchez pas... de Richard Guillon (Téléfilm)
- 1987 : La Calanque de Jean Canolle (série télévisée) : Antoine Boudrague
- 2003 : De l'autre côté du miroir de Patrick Sébastien : Lui-même
- 2004 : Intérim bonheur de Vincent Fernandel et Emmanuel Ruellan (série télévisée) : Francis le Toulonnais

## Discographie[9]
- 1963 : Franck Fernandel, Philips B77804L (33T)

1. L'Été (paroles de Raymond Mamoudy et musique d'Armand Gomez)
2. L'Incroyable (paroles de Raymond Mamoudy et musique d'Armand Gomez)
3. Un jour s'en va déjà (paroles de Raymond Mamoudy et musique d'Armand Gomez)
4. Nocturne en bleu (adaptation française par Fernand Bonifay et Amel[10] d'une chanson italienne de Miffelvia[11] et Franco Mojoli)
5. Après la pluie (paroles de Raymond Mamoudy et musique d'Armand Gomez)
6. Quand la neige descend (paroles de Raymond Mamoudy et musique d'Armand Gomez)
7. Ni (paroles de Ralph Bernet et musique d'Henry Byrs)
8. La Ville triste (adaptation française par Georges Coulonges d'une chanson américaine de Doc Pomus et Mort Shuman)
9. Moi, la vie me plaît (paroles de Raymond Mamoudy et musique d'Armand Gomez)
10. Viens (paroles de Raymond Mamoudy et musique d'Armand Gomez)
11. Fanny (paroles de Raymond Mamoudy et musique d'Armand Gomez)
12. Si tu savais (paroles de Raymond Mamoudy et musique de Marcel Rossi)

- 1964 : La caravane Pacouli (bande originale du film)
- 1965 : On est deux
- 1965 : Compilation
- 1967 : Les plus belles chansons de Vincent Scotto
- 1969 : Compilation, Polydor 2446001
- 1970 : Lettres de mon moulin, Philips (25 cm)
- 1972 : Roses de Picardie
- 1978 : L'amour de plein été, chanté par Franck Fernandel
- 1979 : Contes et légendes de Provence
- 1983 : Franck Fernandel (compilation)
- 1984 : Quand un homme aime une femme
- 1984 : Django, Vogue (33T)
- 1988 : 83-88 (compilation)
- 1991 : De père en fils
- 1995 : Bleu mes années 50
- 1998 : Ses plus grands succès
- 2005 : L'Amour interdit (compilation de ses plus grands succès), Wagram, (CD) :

1. L'Amour interdit (paroles de Jean-Luc Morel et musique de Gérard Gustin)
2. Mélancolie (paroles et musique de Gérard Tempesti)
3. César, Fanny, Vincent et Fernand (paroles de Franck Fernandel et musique de Gérard Tempesti)
4. Les enfants c'est comme les oiseaux (paroles de Jacqueline Blot et musique de Guy Bonnet)
5. C'est comme ça Marseille (paroles de Bob du Pac et musique de Jean-Loup Chauby)
6. L'Américain dans les rues de Rio (paroles d'Eddy Marnay et musique de Jean-Pierre Calvet)
7. C'est pas mon problème (paroles et musique de José Giordano et Bernard Fèvre)
8. Le Bistrot des années 60 (paroles et musique de Gérard Tempesti)
9. Le Petit Arbre (paroles et musique de Guy Bonnet)
10. L'Accent (paroles de Jean Canolle et musique de Gérard Tempesti)
11. Toi Fanny (paroles de Raymond Mamoudy et musique d'Armand Gomez)
12. Sous prétexte d'amitié (paroles de Jean-Luc Morel et musique de Gérard Gustin)
13. Si tu savais (paroles de Raymond Mamoudy et musique de Marcel Rossi)
14. Quand un homme aime une femme (paroles de Sandra Blachère/Gérard Tempesti et musique de Guy Matteoni/Gérard Tempesti)
15. Comme on change (adaptation française par Eddy Marnay de Cominciamo ad amarci, musique de Gino Mescoli)
16. Les Yeux d'un ange (adaptation française par Eddy Marnay de Stasera partiro)
17. Django (paroles de Franck Fernandel et musique de Gérard Tempesti)

## Publications
- 1978 : Franck Fernandel avec Jean-Jacques Jelot-Blanc, Franck Fernandel raconte…les meilleures histoires de notre midi, Éditions Mengès, Paris
- 1991 : Franck Fernandel, Fernandel, de père en fils, Éditions Jean-Pierre Taillandier, Paris  (ISBN 978-2876360709)
- 1992 : Franck Fernandel avec Charles Paolini, L'Escarboucle : Ma Provence, récit, Presses de la Cité, Paris  (ISBN 2-258-03632-1)
- 2005 : Franck Fernandel avec Pascal Djemaa, Fernandel mon père, mémoires, Éditions Autres Temps, Marseille  (ISBN 9782845212138)
- 2006 : Franck Fernandel avec Pierre Roumel, À la table de Fernandel, mémoires, Éditions Autres Temps, Marseille  (ISBN 9782845212534)